# Гахнамак

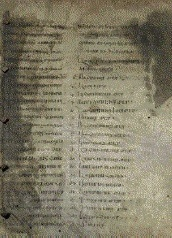
Раннесредневековая рукопись «Гахнамака»

Гахнамак (арм. Գահնամակ, букв. «тронная грамота») — официальная грамота, упорядочивающая список мест-тронов и бардзов («подушек»), занимаемых армянскими аристократами при царском дворе Великой Армении.
Трон рода, занимаемый его главой при дворе, определялся традиционным положением рода (пативом), а также его экономическим и военным могуществом (последнее определялось в зоранамаке). Гахнамак составлялся и закреплялся решением царя. Троны нахараров изменялись редко и передавались по наследству. Только в исключительных случаях (государственная измена, прекращение рода и т. п.) царь мог внести некоторые изменения в Гахнамаке. Последовательность и классификация тронов армянских аристократов велась в Армении с древнейших времён.